# 伍茲湖 (西北地區)
66°49′N 124°59′W / 66.817°N 124.983°W

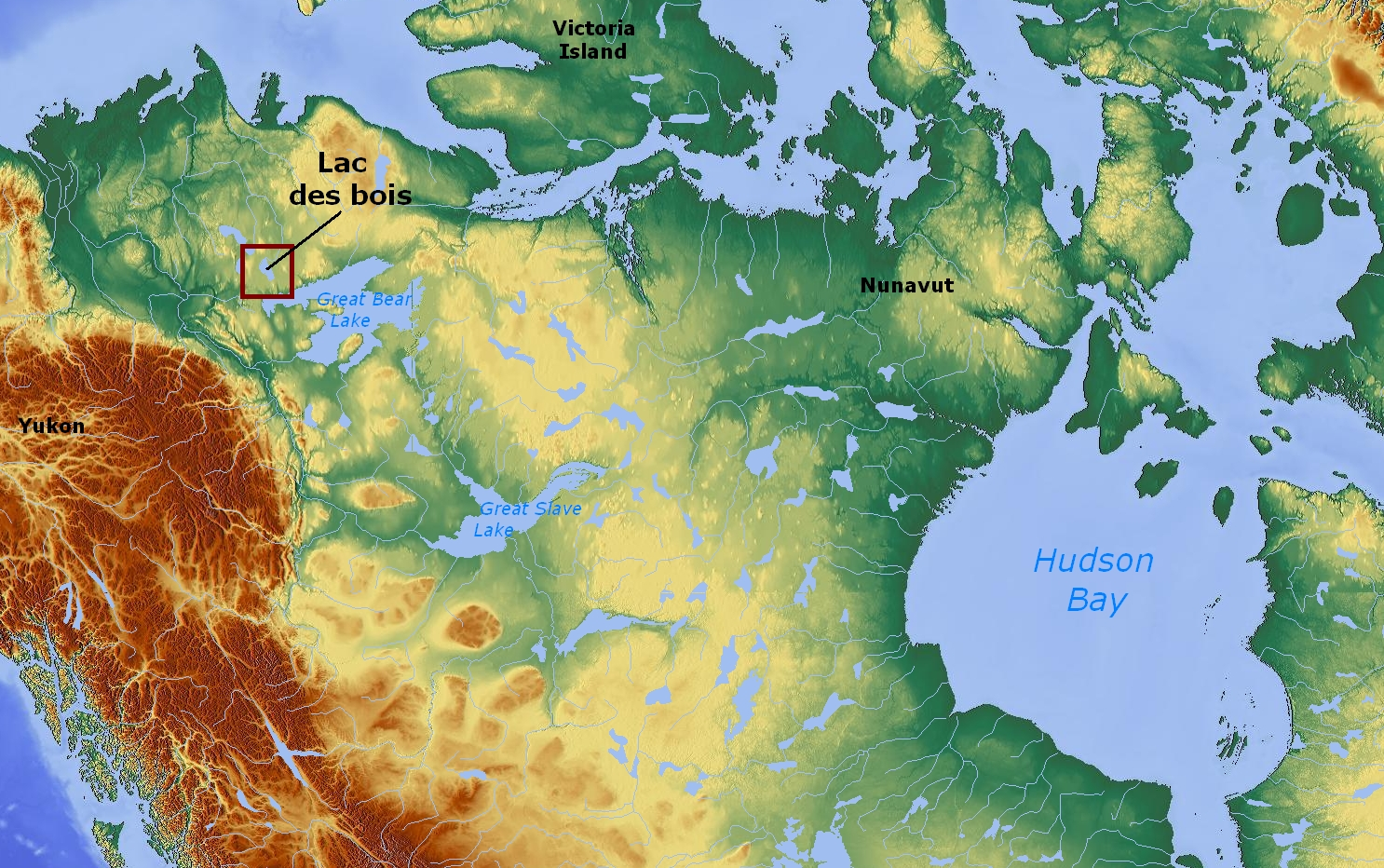

伍茲湖是加拿大的湖泊，位於該國西北部，由西北地區負責管轄，距離大熊湖40公里，長45公里、寬17公里，面積469平方公里，海拔高度297米，最大水深297米。